# رادار باند ایکس سی-بیسد

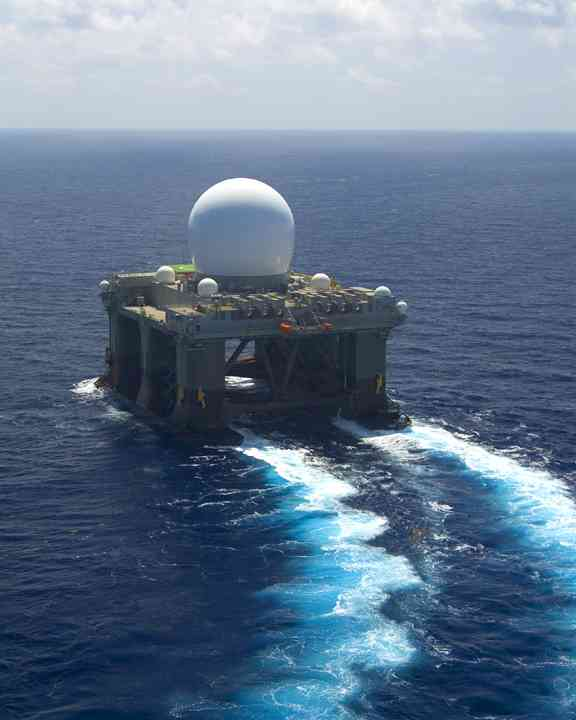
رادار ایکس اند سی بیسد در حال حرکت

رادار ایکس باند سی بیسد (XB-1) یک سامانهٔ راداری هشدار سریع با آرایه اسکن الکترونیکی فعال به صورت سیار، خودپیش‌ران و شناورست که به منظور عملکرد در دریاهای متلاطم و بادهای شدید طراحی شده. این رادار به عنوان بخشی از برنامهٔ سامانه دفاعی موشکی برعهدهٔ بخش آژانس دفاع موشکی وزارت دفاع آمریکا توسعه یافته.
پیکرهٔ این رادار بر روی یک سکوی نفتی نیمه شناور از نوع نسل پنجم CS-50 با دو آبخور قرار دارد. مطابفت‌سازی و تبدیل این سکو به وسیلهٔ شرکت کپل کورپوریشن در برانزویل تگزاس و ساخت پایهٔ نگهدارندهٔ رادار توسط شرکت کیوویت مستقر در اینگلساید، تگزاس به انجام رسیده‌ست. همچنین قابل ذکر است که گرچه این رادار به صورت اسمی در آداک آیلند آلاسکا مستقر است ولی زمان قابل توجهی را در مرحله آزمایشی سپری کرده‌است.

## خصوصیات
- طول کشتی: ۱۱۹ متر (۳۸۹ فوت)[۱]
- عرض کشتی (حداکثر فاصلهٔ دو جداره): ۷۳ متر (۲۳۸ فوت)
- ارتفاع کشتی (از ته کشتی تا بالای آنتن‌پوش رادار): ۸۵ متر (۲۷۹ فوت)
- سطح آبخور: تقریباً ۱۰ (۳۳ فوت) در حال حرکت، تقریباً ۳۰ متر (۹۸فوت) در لنگرگاه
- زاویه پایداری کشتی: ۱۰ درجه از سطح افق در حالت ایستا
- سرعت کشتی: ۹ نات (۱۷ کیلومتر بر ساعت)
- هزینهٔ ساخت: ۹۰۰ میلیون دلار
- تعداد سرنشینان: ۷۵ تا ۸۵ نفر غالباً افراد غیرنظامی
- ارتفاع رادار: ۳۱ متر (۱۰۳ فوت)
- قطر رادار: ۳۷ متر (۱۲۰ فوت)
- وزن رادار: ۸۲۰۰ کیلوگرم (۱۸۰۰۰ پوند)
- برد رادار: ۲۰۰۰ کیلومتر (۱۲۰۰ مایل)
- وزن قسمت زیرآّب: ۴۵ میلیون کیلو (۵۰۰۰۰ تن کوچک)

## جزئیات
XB-1 بخشی از برنامهٔ دفاع میان‌میدانی زمین‌پایه‌ است که تحت نظر آژانس دفاع موشکی وزارت دفاع آمریکا در مرحلهٔ توسعه قرار دارد. طبق نظر توسعه‌دهندگان، این سامانه ازین بابت روی یک سکوی سیار قرار گرفته تا در صورت نیاز به عنوان سامانهٔ راداری تکمیلی به موقعیت اعزام گردد. گرچه این رادار همچون سامانه‌های راداری ثابت به علت انحنای کرهٔ زمین از محدودیت برخوردارست ولی به عنوان مزیت می‌تواند سرهای انفجاری موشک‌ها را از هدف‌های دروغین تمییز دهد، مضافاً براین‌که امکان ردگیری دقیق آنها را هم فراهم می‌آورد. با این حال قابلیت‌های این رادار همچون رهگیری چندین هدف و گزارش دقیق آن‌ها به مرکز فرماندهی، در بوتهٔ آزمایش با تردیدهایی مواجه شده‌ست.

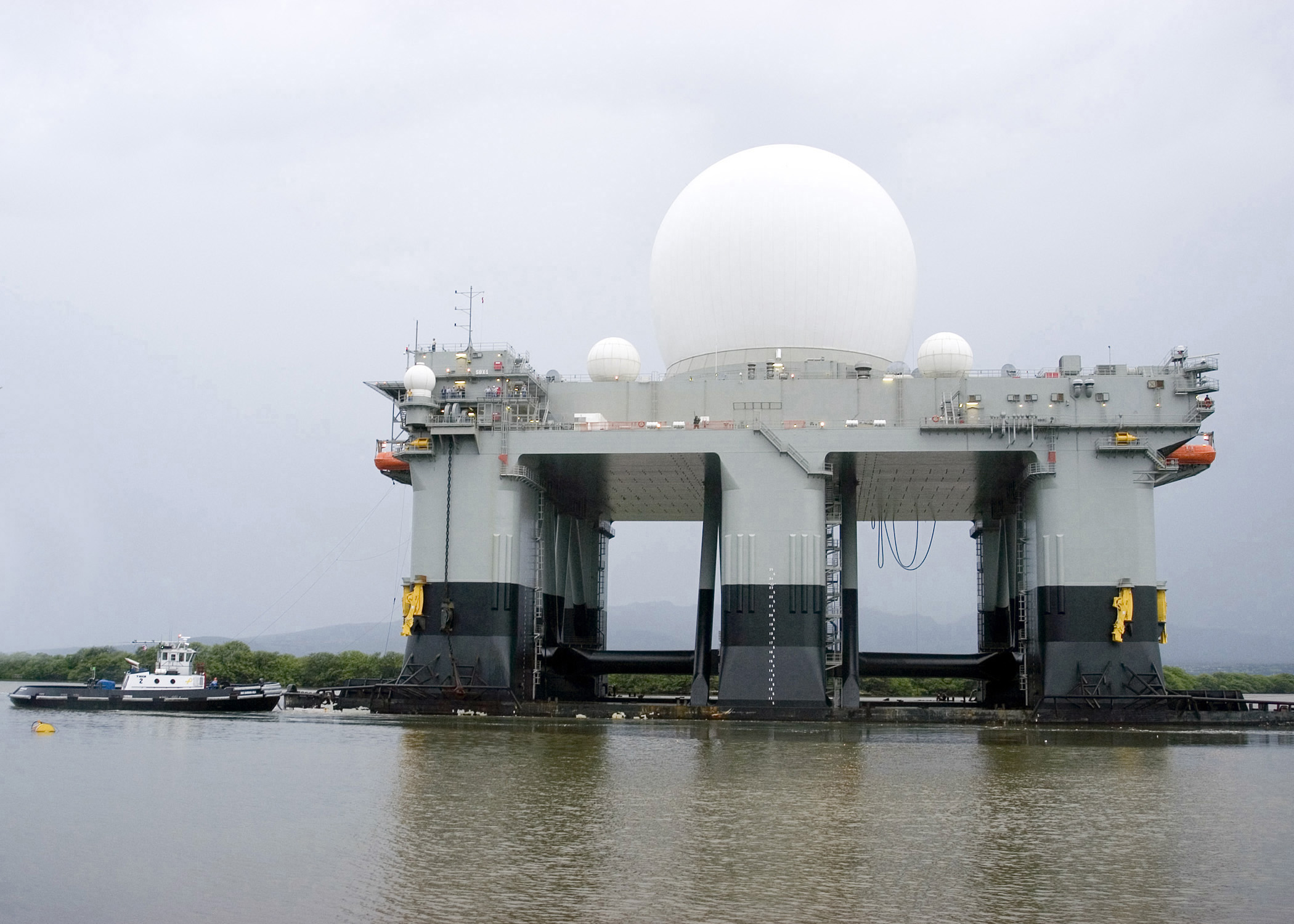
SBX در حال ترک پرل هاربر در تاریخ 31 مارس 2006

مجموعهٔ متحرک از چندین آنتن‌پوش کوچک به منظور برقراری ارتباطات مختلف و یک گنبد مرکزی بزرگ ۱۸۰۰ تنی که رادار ایکس باند آرایهٔ فازی را در خود جای داده تشکیل شده‌است. برخلاف آنتن‌پوش‌های کوچک گنبد مرکزی از پوستهٔ انعطاف‌پذیری با فشار داخلی مثبت که حاوی چندین اینچ آب است، بهره می‌برد. همچنین گقتنی است که میزان فشار هوای داخل پوشش به توجه شرایط تغییر می‌کند.
آنتن رادار دارای سطحی به وسعت ۳۸۴ مترمربع می‌باشد و از ۴۵۰۰۰ ماژول ارسال و دریافت که به روی یک سطح تخت هشت ضلعی جای گرفته‌اند تشکیل شده‌است. صفحهٔ رادار به گونه‌ای طراحی شده که قابلیت چرخش به میزان ۲۷۰ درجه در صفحهٔ افقی و ۰ تا ۸۵ درجه نسبت به خط افق را داشته باشد. (گرچه محدودکننده‌های نرم‌افزاری امکان چرخش بیش از ۸۰ درجه نسبت به افق را به آنتن نمی‌دهد) سرعت حرکت آنتن در دو جهت فوق‌الذکر ۵ تا ۸ درجه بر ثانیه عنوان شده ضمن این که با توجه به این نکته که این سامانه یک آنتن رادار فازی متحرک است پرتوها را می‌توان به صورت الکترونیکی خارج از آنتن ترازبندی هدایت کرد. (جزئیات تکنیکی این مسئله محرمانه است)
در حال حاضر ۲۲۰۰۰ ماژول بر روی سطح پایه نصب گردیده که هر ماژول از یک فرستندهٔ شیپری کوچک به همراه یک دریافت‌کنندهٔ شیپری کوچک اضافی (به جهت ایجاد قطبش ثانوی) یعنی در مجموع ۴۴۰۰۰ آنتن شیپوری کوچک تشکیل شده‌است. حداکثر دو سوم سطح آنتن با این ماژول‌ها که در مرکز هشت ضلعی متمرکز شده‌اند پوشانده شده (دلیل مرکزیت ماژول‌ها کاهش لوب‌های گریتینگ آنتن بوده‌است) تا فضای کافی برای اضافه کردن ماژول‌های دیگر در آتیه وجود داشته باشد. این نوع پیکربندی خاص رادار طبق خواست برنامهٔ دفاع میان‌میدانی زمین‌پایه‌ اجازهٔ رصد و رهگیری و تمییز اهداف غیرزمینی را می‌دهد. (سامانه با توجه به امنیت ساکنان هیچ‌وقت به سمت زمین نشانه‌گیری نمی‌کند)

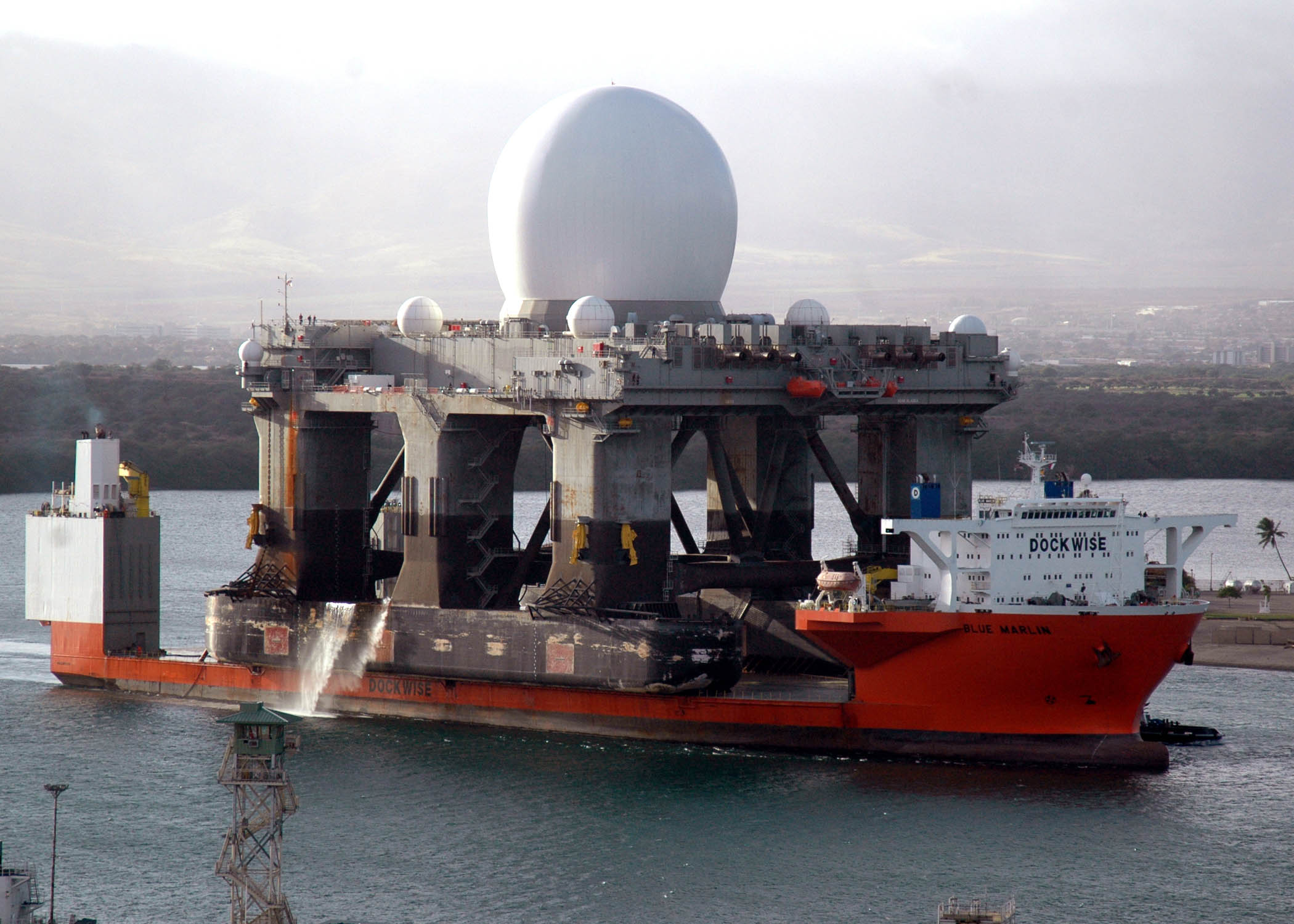
پلتفرم ایکس بی وان در حال ورود به پرل هاربر در روز 9 ژانویه 2006

بخش راداری مجموعه با الهام از سامانه ضدموشکی تاد ساخته شده با این تفاوت که رادار سامانهٔ تاد معروف به 'ایجس' از باند فرکانسی اس استفاده می‌کند (به همین ترتیب رادار مشابه در سامانهٔ پاتریوت از فرکانس بالای اس سود می‌جوید). باند ایکس در XB-1 متضمن طول موج کوتاه‌تر و رهگیری بهتری نسبت به رادارهای فوق است.
طبق توصیف ژنرال سه‌ستاره هنری اوبرینگ، این رادار قادر است اهدافی به اندازهٔ سطح یک توپ بیس‌بال را در سانفرانسیسکو از فاصلهٔ ۴۷۰۰ کیلومتری در خلیج چساپیک ویرجینیا شناسایی کند. همچنین این رادار قادر خواهد بود که موشک‌های زمین پایه را از کالیفرنیا تا آلاسکا به اهداف مورد نظر هدایت کند.

## تاریخچه عملیاتی
XB-1 در سال ۲۰۰۶ به مرحلهٔ بهره‌برداری رسید و به دفعات در پرل هاربر مورد تعمیر و بازسازی قرارگرفته است. در خارج از پرل هاربر نیز این کشتی در اقیانوس آرام در نزدیکی ایالت آلاسکا مراحل عملیاتی خود را گذرانده هرچند هیچ‌گاه در آنجا پهلو نگرفته‌است. XB-1 سه سال بعد در ۲۳ ماه ژوئن ۲۰۰۹، در پاسخ به تهدیدات موشکی کره شمالی از لنگرگاه خود در هاوایی خارج شد و در مجموع می‌توان عنوان کرد که این کشتی بین سال‌های ۲۰۰۹ تا ۲۰۱۰، ۳۹۶ روز متمادی را در دریا گذرانده‌است.
در طول تست موشکی با شماره‌ی FTG-06a مورخ 15 دسامبر 2010، SBX به ماموریت خود مطابق انتظارات پاسخ داد ولی مجددا برخورد نهایی به هدف مورد نظر انجام نپذیرفت.به عبارت دیگر سامانه در نقش شناسایی ،و رهگیری با دقت عمل کرده،اما در بحث انهدام ناموفق بوده

## نگارخانه

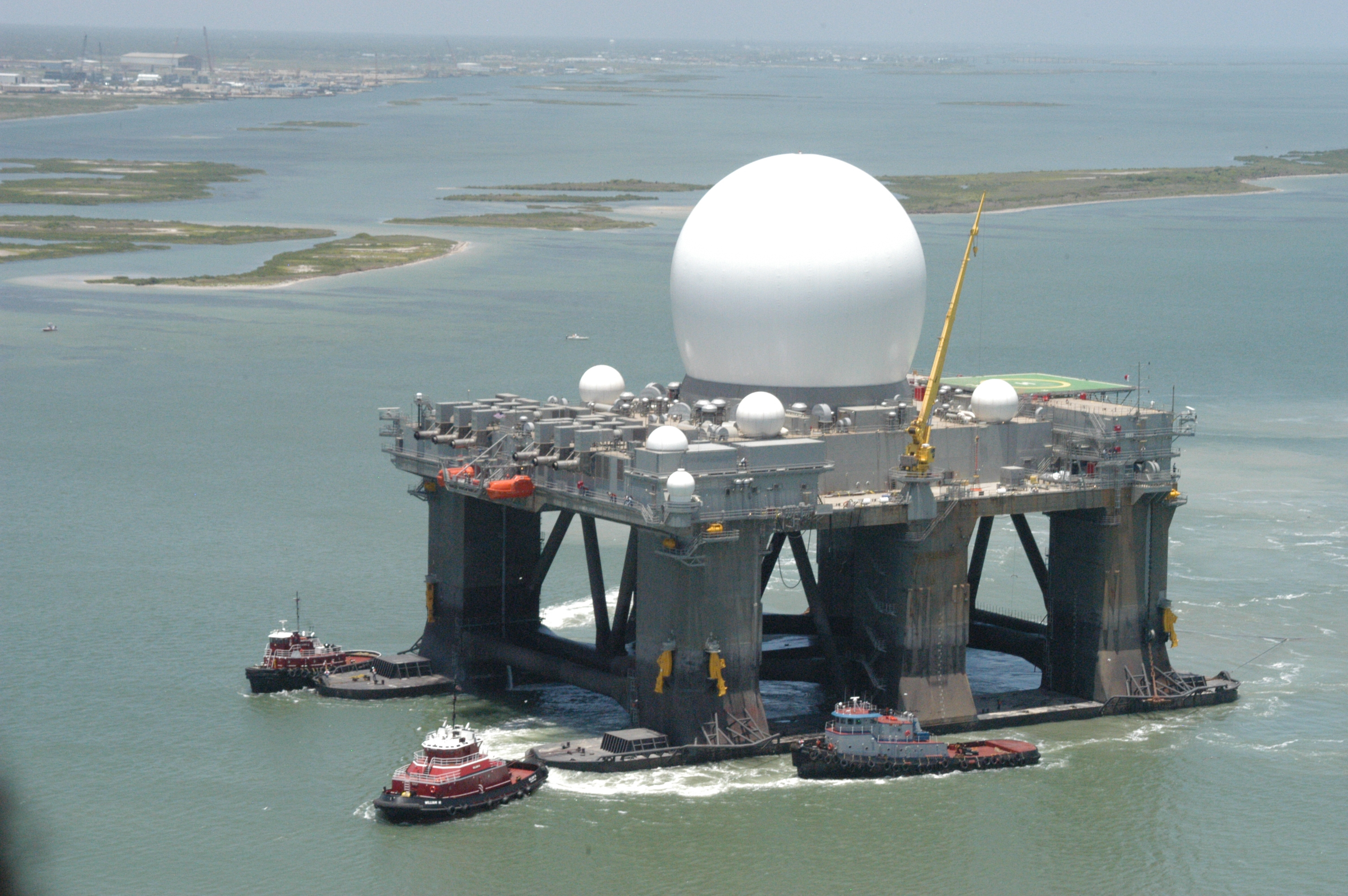
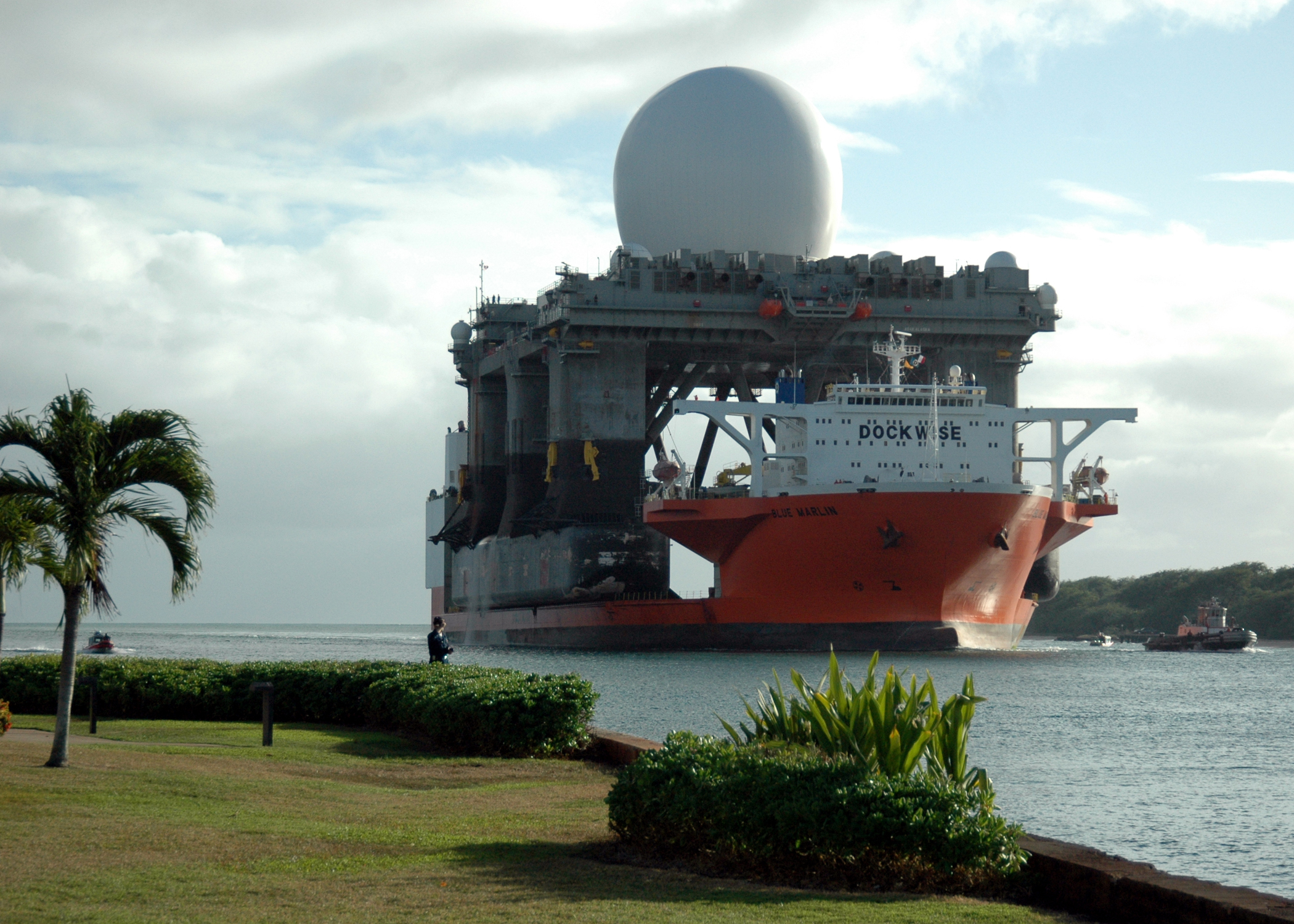
پلتفرم ایکس بی وان در حال ورود به پرل هاربر
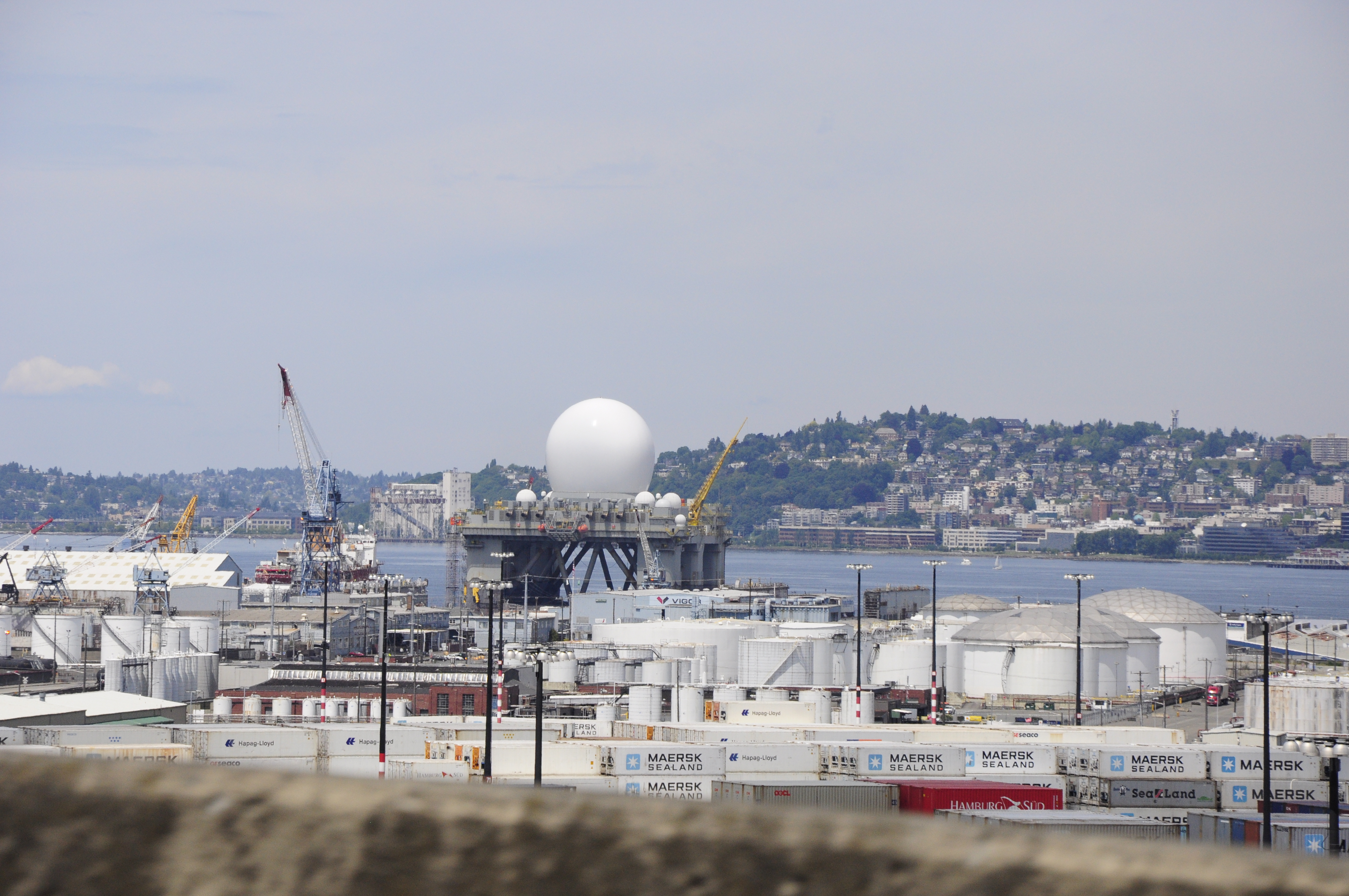
کشتی در بندرگاه کشتی سیاتل
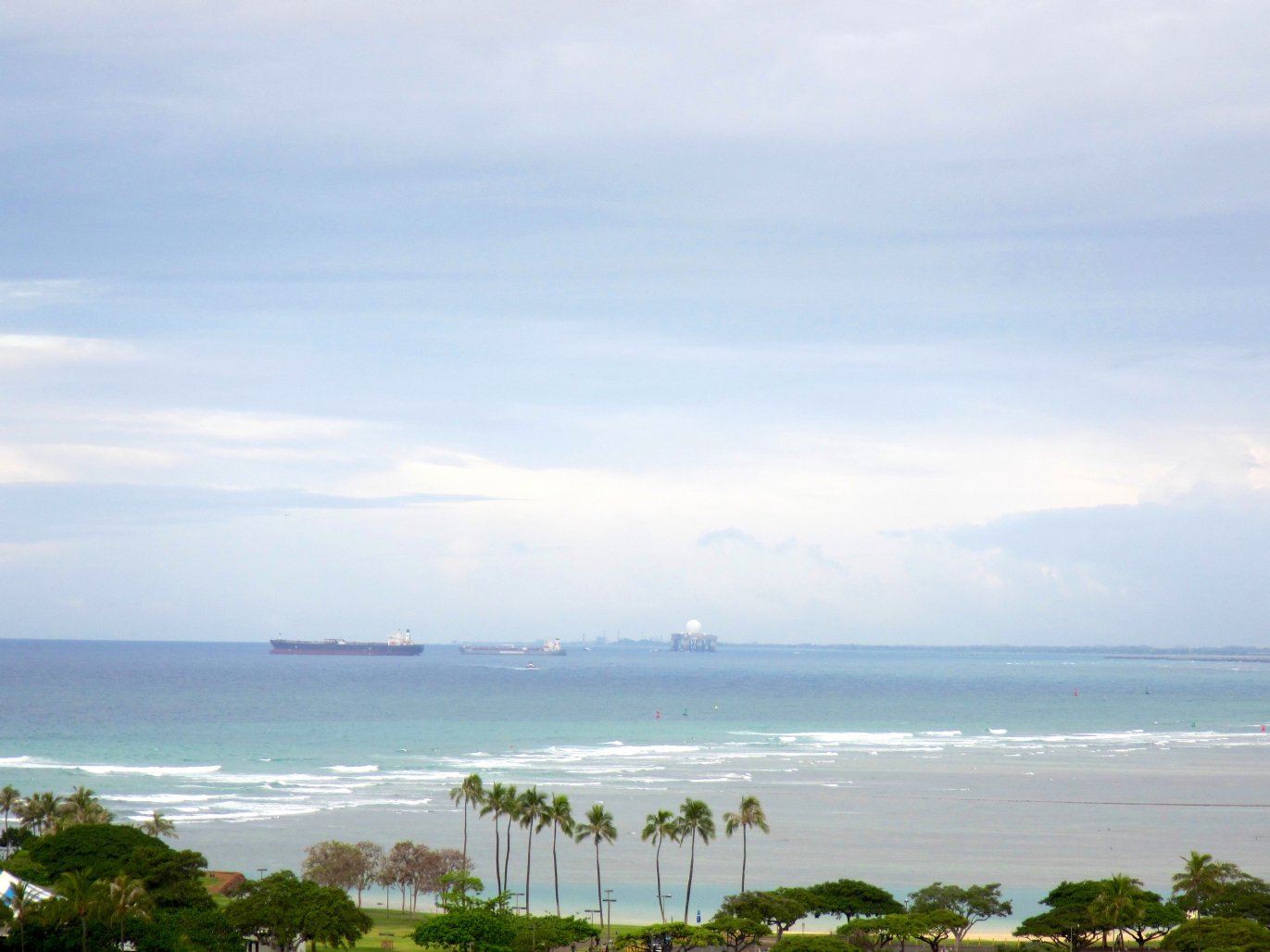
مجموعه در حال ترک پرل هاربر در ۲۲ مارس ۲۰۱۳
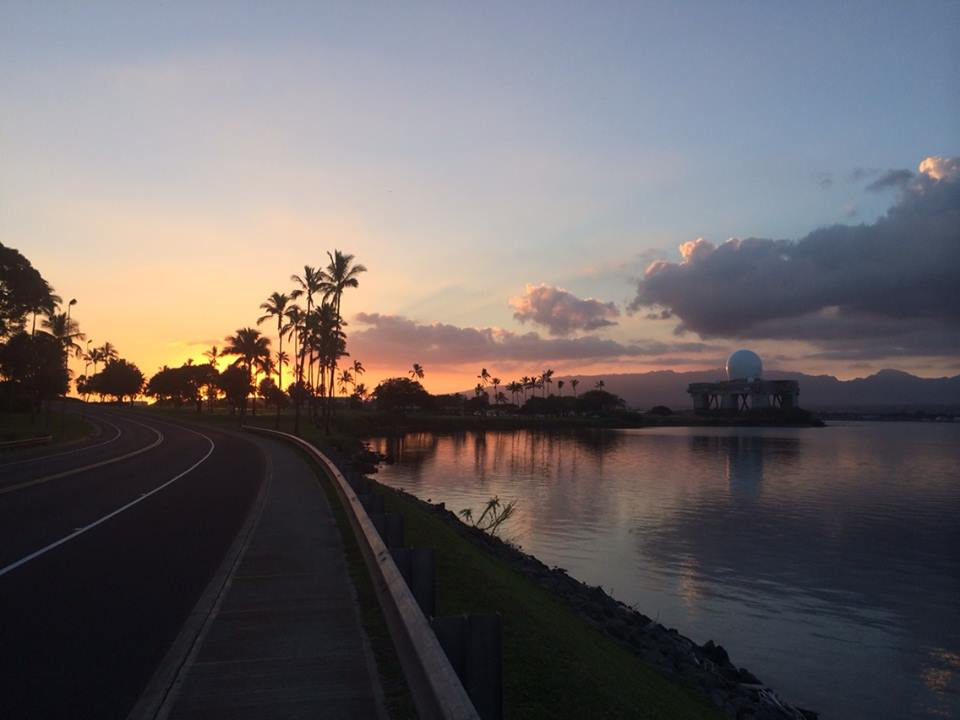
SBX-1 در جزیره فورد پهلو گرفته‌است